# Yévamot
 (mai 2020).
Si vous disposez d'ouvrages ou d'articles de référence ou si vous connaissez des sites web de qualité traitant du thème abordé ici, merci de compléter l'article en donnant les références utiles à sa vérifiabilité et en les liant à la section « Notes et références ».
Yévamot (יבמות) est un traité du Talmud qui traite, entre autres concepts, des lois de Yibboum (traduit librement en anglais par mariage lévirat ), et, brièvement, de la conversion au judaïsme. Ce traité est le premier de l'ordre de Nachim (נשים, Femmes). 
Yévamot, avec Erouvin et Nidda, est considéré comme l'un des trois traités les plus difficiles du Talmud babylonien. Un mnémonique hébreu pour les trois est עֲנִי ( ani, qui signifie « pauvre »).

## Contenu
Yibboum est la loi de la Torah (« Deuteronomy 25:5-10 » ) par laquelle le frère d'un homme décédé sans enfants est autorisé à épouser la veuve,. Cette loi ne s'applique qu'aux frères paternels, c'est-à-dire aux frères du même père; qu'ils aient la même mère ou des mères différentes est sans importance. Il est interdit à la (les) veuve(s) du défunt d'épouser quelqu'un d'autre en attendant qu'un des frères l'épouse ou de la libérer en effectuant une cérémonie connue sous le nom de Halitza. Dans tous les cas où Yibboum s'applique, Halitza peut être effectuée comme alternative. De nombreux cas sont discutés dans ce traité où le Yibboum ne s'applique pas, et  la Halitza ne s'applique donc pas non plus.

## Chapitres
Yévamot contient seize chapitres.
1. Hamesh Esré Nachim חָמֵשׁ עֶשְׂרֵה נָשִׁים
2. Keïtsad Echet Ahiv כֵּיְצָד אֶשֶׁת אָחִיו
3. (Arbaa Ahim) (אַרְבַּעָה אָחִים)
4. Haholets Livamto ֹהַחוֹלֵץ לִיבַמְתו
5. Rabban Gamliel רַבָן גַמְלִיאֵל
6. Haba Al Yevimto ֹהַבָּא עָלַ יְבִמְתו
7. Almana Lékhohen Gadol אַלְמָנָה לְכֹּהֵן גָדוֹל
8. Héarel הֶעָרֵל
9. Yech Moutarot יֶשׁ מוּתָרוֹת
10. (Haïcha Chéhalkha Bala Limdinat Hayam) (הַאִישָה שֶהָלְכָה בְּעַלָה לִמְדִינָת הַיָם)
11. Noséïn Al Haanoussa נוֹשֶׁאִין עָל הַאָנוּסָה
12. Mitzvat Halitza מִצְוָּת חַלִיצָה
13. Beit Shamay Omrim Eïn Mémaanin בֵּית שַׁמָאִי אוֹמְרִים אֵין מְמַאָנִין
14. Héréch Chénassa חֵרֶשׁ שֶׁנָשָׂא
15. Haïcha Chéhalkha Hi הַאִישָׁה שֶׁהַלְכָה הִיא | Haïcha. . . Chalom הַאִישָׁה. . . שָׁלוֹם
16. Haïcha Batra הַאִישָׁה בַּתְרָא | Haïcha Chéhalkha Bala Vétsarata הַאִישָׁה שֶׁהַלְכָה בְּעַלָה וְצָרַתָה